# Gerhard Beil

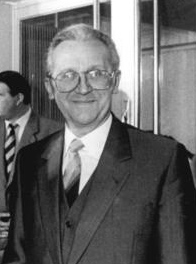
Gerhard Beil, 1986

Gerhard Beil (Leipzig, 28 mei 1926 - Berlijn, 19 augustus 2010) was een Duits SED-functionaris en DDR-minister.
Beil was lid van de Hitlerjugend en werd in 1944 lid van de NSDAP. In 1945 werd hij slotenmaker en werkte hij onder meer in de verkoopafdeling van IG Farben in Frankfurt am Main (1946/1947) in de BRD, en vervolgens in de DDR als machinist in de bruinkoolcentrale van Espenhain, mijnwerker bij Wismut AG in Aue (1949) en staalslotenmaker in Leipzig (1950 tot 1952).
Beil werd in 1949 lid van de Freie Deutsche Jugend. Hij studeerde in 1953-1954 in Berlijn aan de "Hogeschool voor planeconomie" en tot 1957 voor econoom aan de Humboldt-Universiteit. In 1953 werd hij lid van de SED. Van 1954 tot 1957 werkte hij als referendaris bij het ministerie voor buitenlandse handel. Na een vermaning wegens gebrek aan partijdiscipline, was hij van 1958 tot 1961 wetenschappelijk medewerker bij de ambassade van de DDR in Oostenrijk.
Vanaf 1961 was Beil opnieuw werkzaam in het ministerie van buitenlandse handel, aanvankelijk als hoofd van de afdeling West-Europa (tot 1965), van 1969 tot 1976 als staatssecretaris en vanaf 1976 ook als eerste plaatsvervangend minister.
Hij was van 1981 tot 1989 lid van het Centraal comité van de SED en vanaf 1987 lid van de ministerraad van de DDR. Van 1986 tot 1990 was hij minister van buitenlandse handel in opvolging van Horst Sölle en nadien raadgever van de regering-De Maizière.
Beil werd onder meer onderscheiden met de Vaderlandse Orde van Verdienste in 1976 en met de Karl Marx-orde in 1983.